# Carola Smit

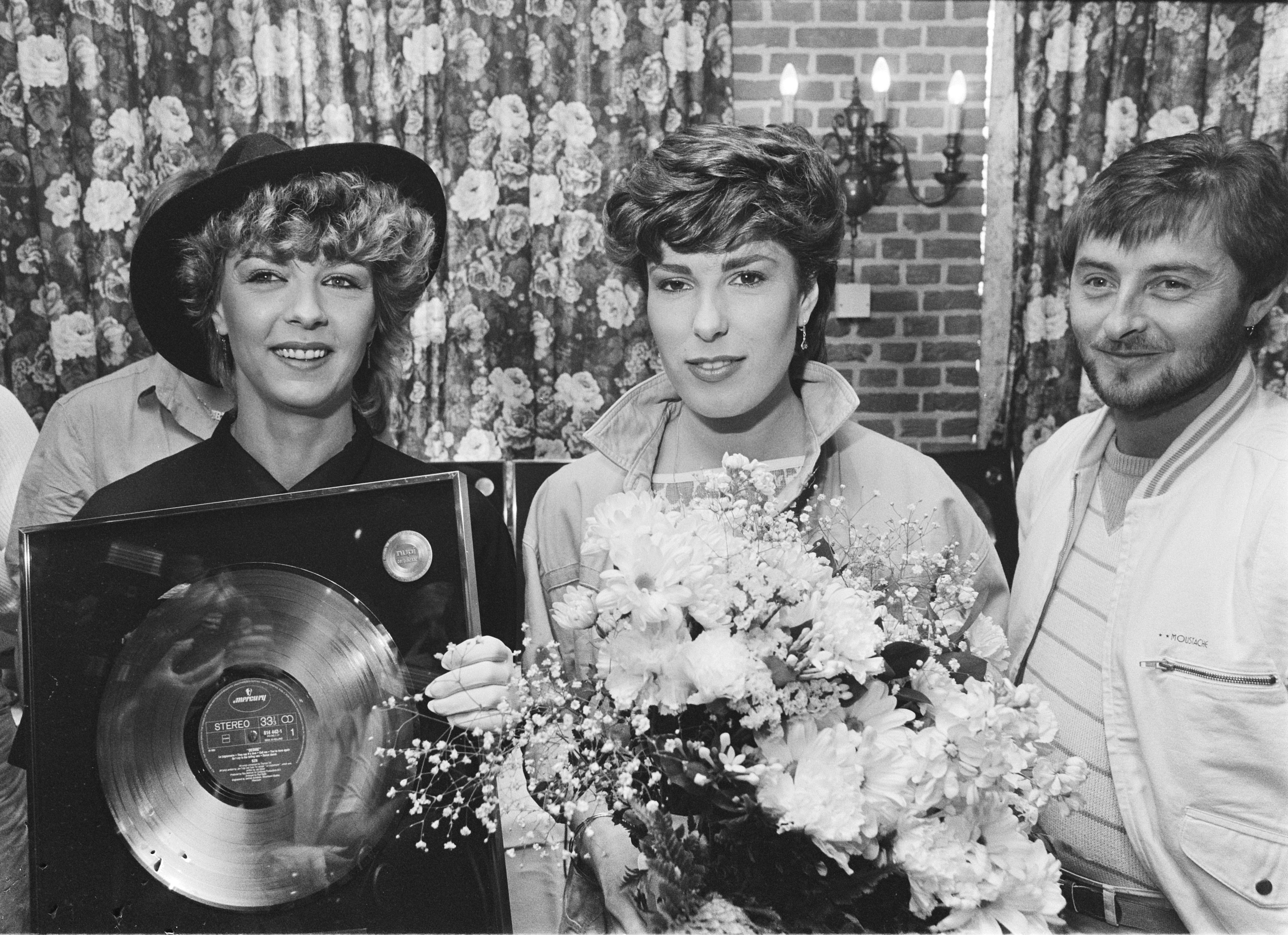
Annie Schilder, Carola Smit & Jan Keizer (1984)

Carola Sier-Smith (n. 1 septembrie 1963, Volendam) este o cântăreață neerlandeză. Ea face parte din trupa neerlandeză BZN din 25 martie 1984. Carola a început cariera muzicală în 1980 la vârsta de 17 ani când s-a alturăurat formației Double Trouble. În 1984 a fost invitată să se alăture trupei BZN pentru a o înlocui pe membra Annie Schilder Schimbarea a fost făcută în secret.
La data de 20 aprilie 1987 Carola a suferit un accident vascular cerebral care a lăsat-o  paralizată în partea de jos a corpului. Din fericire ea a arătat semne de îmbunatățire și prin urmare a început o lungă perioadă de reabilitare. În acelasi an pe 18 august, Carola a apă rut la televizor cu BZN și a fost din nou pe scena pe 17 octombrie. Înainte de boala ei, Carola a făcut gimnastică la amatori  o perioadă lungă, dar boala a obligat-o să se oprească.